# Kawanishi N1K

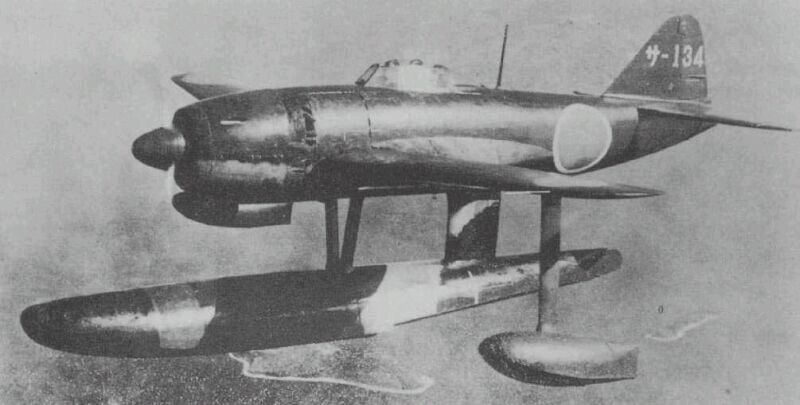
Het originele ontwerp: het N1K Kyōfū watervliegtuig

De Kawanishi N1K-J Shiden (Japans: 紫電) (Violette bliksem) was een jachtvliegtuig dat dienstdeed bij de Japanse Keizerlijke Marineluchtmacht tijdens de Tweede Wereldoorlog. De geallieerden gaven het toestel de bijnaam George. Het originele ontwerp, de N1K Kyōfū (Sterke wind), was oorspronkelijk een watervliegtuig. Het doel was luchtsteun te verschaffen aan voorposten die niet beschikten over landingsbanen. Maar tegen de tijd dat het toestel in dienst kwam was Japan al dusdanig in het defensief gedrongen dat er geen behoefte meer aan was. Door de zware drijvers bleek het toestel bovendien een gemakkelijk doelwit voor Amerikaanse piloten.

## Versies

### N1K-J
De ingenieurs van Kawanishi ontwierpen een versie zonder drijvers en dit prototype maakte op 27 december 1942 zijn eerste proefvlucht. Deze uitvoering beschikte over automatische welvingskleppen, hetgeen de kans op overtrekken tijdens luchtgevechten aanzienlijk reduceerde. Daar stond tegenover dat de (weliswaar krachtige) motor haastig in productie was genomen voordat alle kinderziektes eruit waren gehaald; dit resulteerde in een onbetrouwbare motor. 
Dit gevechtstoestel werd door beide kampen beschouwd als een van de beste Japanse jagers. Het stond qua gevechtsprestaties op gelijke voet met de Hellcat. Het was, zoals gebruikelijk bij toenmalige Japanse jagers, zeer wendbaar, beschikte over een zware bewapening en kon daarnaast veel schade incasseren (wat bij andere Japanse jagers bepaald niet het geval was). Bovendien was het beter opgewassen tegen de Corsair en Mustang dan de beruchte Zero, die iets langzamer was. Indien gevlogen door de beste Japanse piloten, bleek het zelfs voor zowel Corsair- als Mustangpiloten levensgevaarlijk om een één-op-één luchtgevecht met een George aan te gaan.

### N1K2-J
Vier dagen na de eerste proefvlucht startte men het ontwerp van de N1K2-J. Doel was de tekortkomingen van de N1K-J te verbeteren. Dit prototype maakte zijn eerste proefvlucht op 1 januari 1944. In vergelijking met de N1K-J had dit type een korter landingsgestel, een langere romp, aanzienlijk minder onderdelen (van gemakkelijker verkrijgbare grondstoffen) en men slaagde erin om het toestel 250 kg lichter te maken. Maar de problemen met de onbetrouwbare motor bleven grotendeels onopgelost. Als interceptor tegen bommenwerpers voldeed deze daarom niet. Zowel de stijgsnelheid als de teleurstellende prestaties van de motor op grote hoogte waren daarvoor onvoldoende. Dit toestel kreeg de aanduiding Shiden-Kai ("Kai" betekent "verbeterd").
Door problemen met de productie, niet in het minst doordat fabrieken werden gebombardeerd door B-29's, werden slechts 415 Shiden-Kais geproduceerd. Zij konden de nederlaag van Japan daarom niet voorkomen.